# Кхан
Кхан (лаос. ນ້ຳຄານ) — река в Лаосе, приток Меконга.
Длина реки составляет 935 км, на территории её бассейна (7490 км²-7620 км²) проживает 122,7 тыс. человек (1996).
Кхан берёт начало под горой Нам Па (высотой 1828 м), откуда течёт на запад и впадает в Меконг в городе Луангпхабанг на высоте 300 м.
Кхан и Меконг образуют полуостров, где находится центр Луангпхабанга.
Среднегодовая норма осадков в районе реки составляет около 1300 мм.
На 1995 год 88 % бассейна реки занимали горы, 30 % — леса, 5 % — рисовые поля. Основными породами в бассейне реки являются гнейс, сланец, кварцит, гранит, песчаник, конгломерат и известняк.
Крупнейшим притоком реки является Бак (длина — 32 км, площадь бассейна — 448 км²). Среднегодовой расход воды составляет 934 м³/с (Ban Mixay), максимальный зарегистрированный — 5280 м³/с.
В реке осуществляется лов креветок Macrobrachium.
На реке Кхан возведены три плотины. Построенная в 2015 году ГЭС Нам Кан № 2 мощностью 130 МВт образует водохранилище площадью 30,5 км² и объёмом 1366 млн м³. Плотина имеет высоту 136 м и длину 371,75 м.
ГЭС Нам Кан № 3 имеет мощность 60 МВт.